# Klubowy Puchar Europy w szachach (1987/1988)
1987/1988 – szósty sezon Klubowego Pucharu Europy w szachach. Zwyciężył radziecki CSKA Moskwa.

## Format rozgrywek
Cztery drużyny, które wygrały ćwierćfinały, awansowały do fazy finałowej, w której rozgrywały mecze systemem każdy z każdym.

## Uczestnicy
W nawiasie podano średni ranking Elo. Źródło: OlimpBase

- Cambridge University Chess Club (2310)
- Merkur Versicherung Graz (2306)
- K Brugse SK (2356)
- Sławia Sofia (2414)
- Kampklubben/SK41 (2313)
- SKF Helsinki (2266)
- CS Clichy (2305)
- ES Saloniki (2200)
- Vulcà Barcelona (2413)
- Volmac Rotterdam (2541)
- Taflfélag Reykjavíkur (2517)
- Tel Aviv University (2390)
- Bosna Sarajewo (2473)
- Goša Smederevska Palanka (2475)
- Oslo SS (2413)
- Legion Warszawa (2330)
- Bayern Monachium (2494)
- Solinger SG 1868 (2559)
- Politehnica Bukareszt (2412)
- Edinburgh Chess Club (2280)
- SG Biel (2200)
- Wasa SK (2396)
- Newport Chess Club (2200)
- Budapesti Honvéd SE (2483)
- Budapesti Spartacus SC (2451)
- GS Cavit Trento (2382)
- CSKA Moskwa (2533)

## Rozgrywki

### Pierwsza runda
Źródło: OlimpBase
| Data               | Miejsce             | Drużyna 1                       | Drużyna 2             | Wynik  |
| ------------------ | ------------------- | ------------------------------- | --------------------- | ------ |
| 27–28 czerwca 1987 | Edynburg            | Edinburgh Chess Club            | Bosna Sarajewo        | 2:10   |
| 27–28 czerwca 1987 | Smederevska Palanka | Goša Smederevska Palanka        | SG Biel               | 8½:3½  |
| 29–30 maja 1987    | Bukareszt           | Politehnica Bukareszt           | Taflfélag Reykjavíkur | 6:6    |
|                    |                     | GS Cavit Trento                 | Tel Aviv University   | 7½:4½  |
| 12–14 czerwca 1987 | Newport             | Newport Chess Club              | Wasa SK               | 1½:10½ |
| 6–7 czerwca 1987   | Rotterdam           | Volmac Rotterdam                | Legion Warszawa       | 9:3    |
| 19–20 czerwca 1987 | Cambridge           | Cambridge University Chess Club | Bayern Monachium      | 2½:9½  |
| wrzesień 1987      | Budapeszt           | Budapesti Honvéd SE             | K Brugse SK           | 7:5    |
| 14–16 czerwca 1987 | Barcelona           | Vulcà Barcelona                 | Oslo SS               | 4½:7½  |
|                    | Solingen            | Solinger SG 1868                | Sławia Sofia          | 6:6    |
|                    |                     | Merkur Versicherung Graz        | SKF Helsinki          | 7½:4½  |

### Druga runda
Źródło: OlimpBase
| Data             | Miejsce   | Drużyna 1              | Drużyna 2                | Wynik  |
| ---------------- | --------- | ---------------------- | ------------------------ | ------ |
| 1987             | Moskwa    | CSKA Moskwa            | Oslo SS                  | 8:4    |
|                  |           | Kampklubben/SK41       | Goša Smederevska Palanka | 4½:7½  |
|                  | Monachium | Bayern Monachium       | GS Cavit Trento          | 9:3    |
| 1987             | Budapeszt | Budapesti Spartacus SC | CS Clichy                | 7:5    |
| październik 1987 |           | Bosna Sarajewo         | Politehnica Bukareszt    | 6½:5½  |
|                  | Budapeszt | Budapesti Honvéd SE    | Merkur Versicherung Graz | 10½:1½ |
| 1987             | Sztokholm | Wasa SK                | Volmac Rotterdam         | 2½:9½  |
|                  |           | Solinger SG 1868       | ES Saloniki              | 10:2   |

### Ćwierćfinały
Źródło: OlimpBase
| Data              | Miejsce             | Drużyna 1                | Drużyna 2              | Wynik |
| ----------------- | ------------------- | ------------------------ | ---------------------- | ----- |
| 1987              | Smederevska Palanka | Goša Smederevska Palanka | Budapesti Honvéd SE    | 3:9   |
| 1988              | Monachium           | Bayern Monachium         | CSKA Moskwa            | 3½:8½ |
| 1987              | Rotterdam           | Volmac Rotterdam         | Budapesti Spartacus SC | 7:5   |
| 23–24 lutego 1988 | Solingen            | Solinger SG 1868         | Bosna Sarajewo         | 7:5   |

### Faza finałowa
W Rotterdamie. Źródło: OlimpBase
Pierwsza runda, 11 lipca 1988
| Volmac Rotterdam – CSKA Moskwa 1½:4½         |
| Solinger SG 1868 – Budapesti Honvéd SE 2½:3½ |

Druga runda, 12 lipca 1988
| CSKA Moskwa – Budapesti Honvéd SE 4:2     |
| Volmac Rotterdam – Solinger SG 1868 3½:2½ |

Trzecia runda, 13 lipca 1988
| Solinger SG 1868 – CSKA Moskwa 3:3         |
| Budapesti Honvéd SE – Volmac Rotterdam 2:4 |

Czwarta runda, 14 lipca 1988
| CSKA Moskwa – Volmac Rotterdam 3:3           |
| Budapesti Honvéd SE – Solinger SG 1868 2½:3½ |

Piąta runda, 15 lipca 1988
| CSKA Moskwa – Solinger SG 1868 3½:2½       |
| Volmac Rotterdam – Budapesti Honvéd SE 2:4 |

Szósta runda, 16 lipca 1988
| Budapesti Honvéd SE – CSKA Moskwa 4:2     |
| Solinger SG 1868 – Volmac Rotterdam 2½:3½ |

| Msc | Zespół              | M | W | R | P | Pkt |
| --- | ------------------- | - | - | - | - | --- |
| 1   | CSKA Moskwa         | 6 | 3 | 2 | 1 | 20  |
| 2   | Budapesti Honvéd SE | 6 | 3 | 0 | 3 | 18  |
| 3   | Volmac Rotterdam    | 6 | 3 | 1 | 2 | 17½ |
| 4   | Solinger SG 1868    | 6 | 1 | 1 | 4 | 16½ |